# Magda et David Beucher
Magda & David Beucher est un duo d’opéra formé en 2015. Il se compose de la soprano Magda Beucher et du ténor David Beucher.
Magda & David ont chanté au théâtre de l’opéra de Rome, à l’opéra national de Varsovie, au festival d’Aix-en-Provence mais aussi au Palais des Nations à Genève en passant par le Palais Beaulieu à Lausanne ou à Modène pour les 10 ans de la disparition de Luciano Pavarotti.
Magda & David, avec leur fondation Amicus Arte organisent chaque année, avec le soutien du ministère de la culture, des concerts en Pologne s’intitulant 'Toute la Pologne chante les airs et chansons des compositeurs polonais !' (en polonais : Cała Polska śpiewa pieśni polskich kompozytorów).

## Compositions
En 2019, le groupe sort l'album Plaisirs d’Opéra.
À l’occasion de la fête des Vignerons à Vevey, Magda & David composent le « Lyoba » Ranz des Vaches, chant traditionnel en version Symphonique avec chœur à la radio polonaise de Varsovie[réf. souhaitée],.

## Albums
- 2017, Opera Team : The greatest arias and duets
- 2018, Magda & David : The greatest arias and duets
- 2019, Magda & David : Plaisirs d’Opéra (2019)